# Anisogona similana
Anisogona similana es una especie de polilla de la familia Tortricidae. Se encuentra en Australia.